# Títol d’anticossos

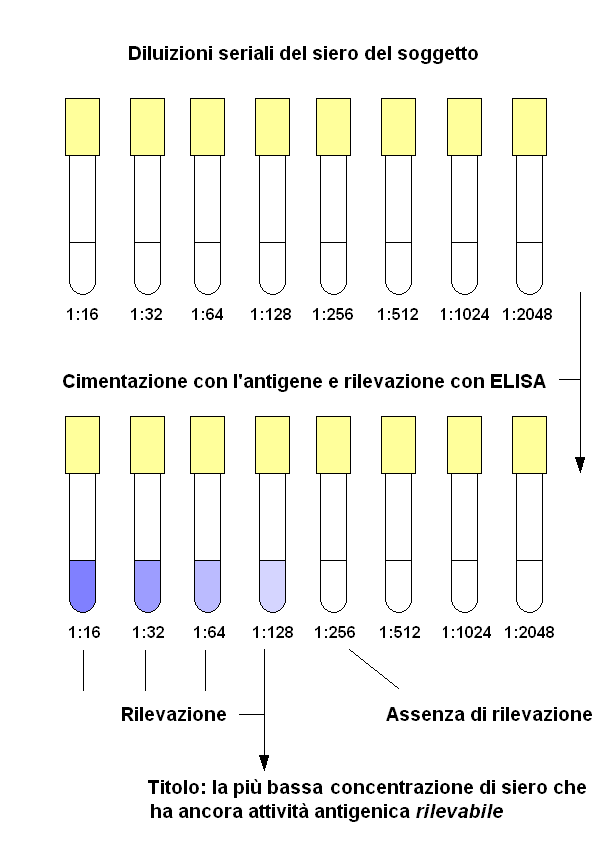
Títol d’anticossos detectat pel mètode ELISA. En aquest exemple, el títol és 128.

Un títol d’anticossos és una mesura de la quantitat d'anticossos produïts per un organisme que reconeix un determinat epítop, expressat com l’invers de la dilució més gran (en una dilució en sèrie) que sempre dona un resultat positiu. ELISA és un mitjà comú per determinar els títols d’anticossos.

## Proves serològiques
Moltes proves serològiques tradicionals com l’ hemaglutinació o la fixació del complement utilitzen aquest principi. Aquestes proves generalment es poden llegir visualment, cosa que les fa ràpides i econòmiques en un entorn "de baixa tecnologia". La interpretació dels títols serològics es basa en valors de referència específics de l’ antigen o anticòs en qüestió; un títol de 1:32 pot ser inferior al llindar per a una prova, però superior per a una altra.
Per exemple, la prova indirecta de Coombs detecta la presència d’anticossos anti-Rh al sèrum sanguini d’una dona embarassada. Un pacient pot tenir un " títol indirecte de Coombs "A partir de les 16. Això significa que el sèrum del pacient fa una prova indirecta de Coombs positiva a qualsevol dilució fins a 1/16 (1 part de sèrum fins a 15 parts de diluant). A dilucions més altes, la prova indirecta de Coombs és negativa. Si poques setmanes després, el mateix pacient tenia un títol indirecte de Coombs de 32 (dilució 1/32, és a dir, 1 part de sèrum a 31 parts de diluant), això significaria que produïa més anticossos anti-Rh, ja que una major dilució per obtenir una prova negativa
És important a efectes diagnòstics per poder trobar la inversa de la dilució màxima (o la concentració més baixa) que encara dona un resultat positiu en una dilució en sèrie. per avaluar la seroconversió i per demostrar un augment de quatre vegades (és a dir, dues dilucions) en el títol d’anticossos (per exemple, augment del títol de 16 a 64).

## Test d'anticossos

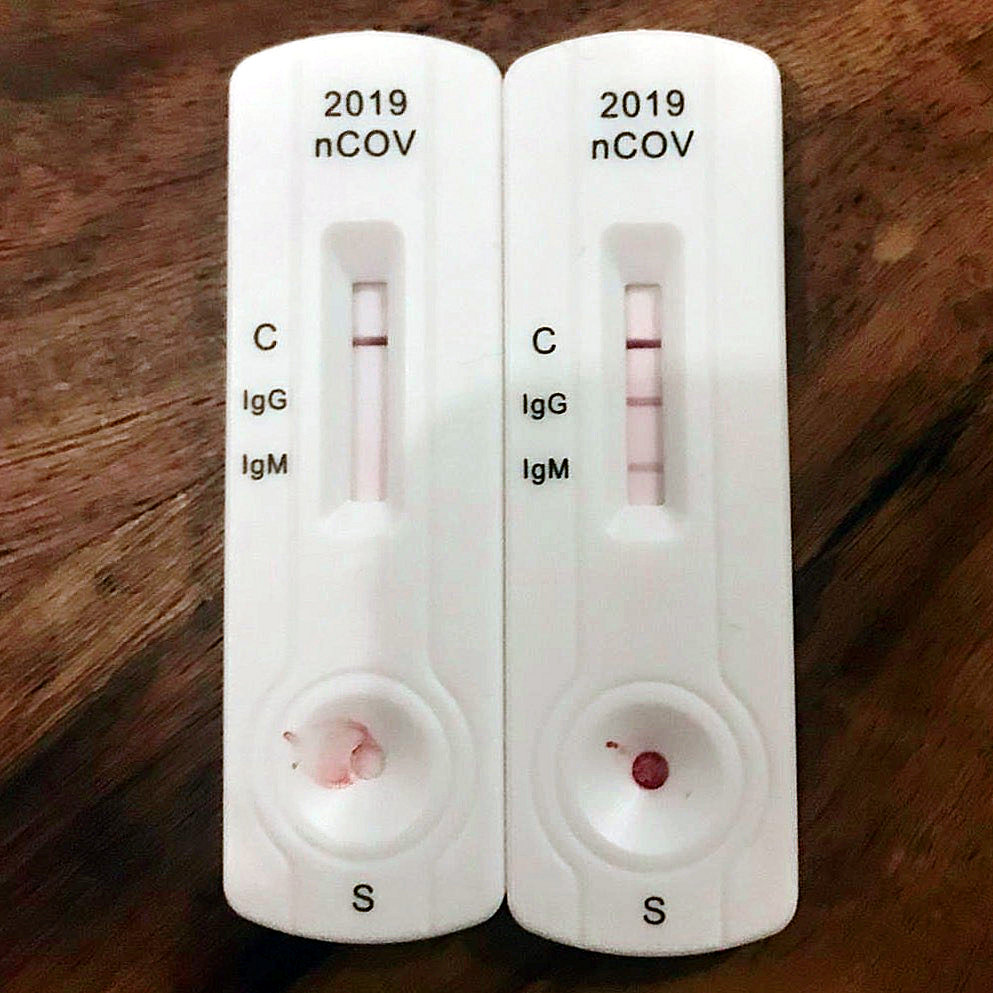
IgG i IgM prova de diagnòstic ràpid per a COVID-19

En microbiologia, s’utilitzen proves serològiques per determinar si una persona té anticossos contra un patogen específic o per detectar antigens associats amb un patogen a la mostra d’una persona. Serologic les proves són especialment útils per a organismes que són difícils de cultivar mitjançant mètodes rutinaris de laboratori, com Treponema pallidum  (l'agent causant de sífilis), o algun virus.
La presència d’anticossos contra un patogen a la sang d’una persona indica que han estat exposats a aquest patogen. La majoria de les proves serològiques mesuren un dels dos tipus d’anticossos: immunoglobulina M (IgM) i immunoglobulina G (IgG). La IgM es produeix en grans quantitats poc després que una persona estigui exposada al patogen i la producció disminueix ràpidament després. IgG també es produeix en la primera exposició, però no tan ràpidament com IgM. En exposicions posteriors, els anticossos produïts són principalment IgG i romanen en circulació durant un període prolongat.
Això afecta la interpretació dels resultats: un resultat positiu per a IgM suggereix que una persona està infectada actualment o recentment, mentre que un resultat positiu per a IgG i un resultat negatiu per a IgM suggereix que la persona pot haver estat infectada o immunitzada en el passat. Les proves d’anticossos per a malalties infeccioses es fan sovint en dues fases: durant la malaltia inicial (fase aguda) i després de la recuperació (fase convalescent). Es compara la quantitat d’anticossos de cada espècimen (títol d’anticòs) i una quantitat significativament superior d’IgG en l'espècimen convalescent suggereix una infecció a diferència de l'exposició anterior. Es poden produir falsos resultats negatius per a la prova d'anticossos en persones amb immunodepressió, ja que produeixen quantitats més baixes d'anticossos i en persones que reben algun fàrmac antimicrobià al començament de la infecció.

### Medicina transfusional

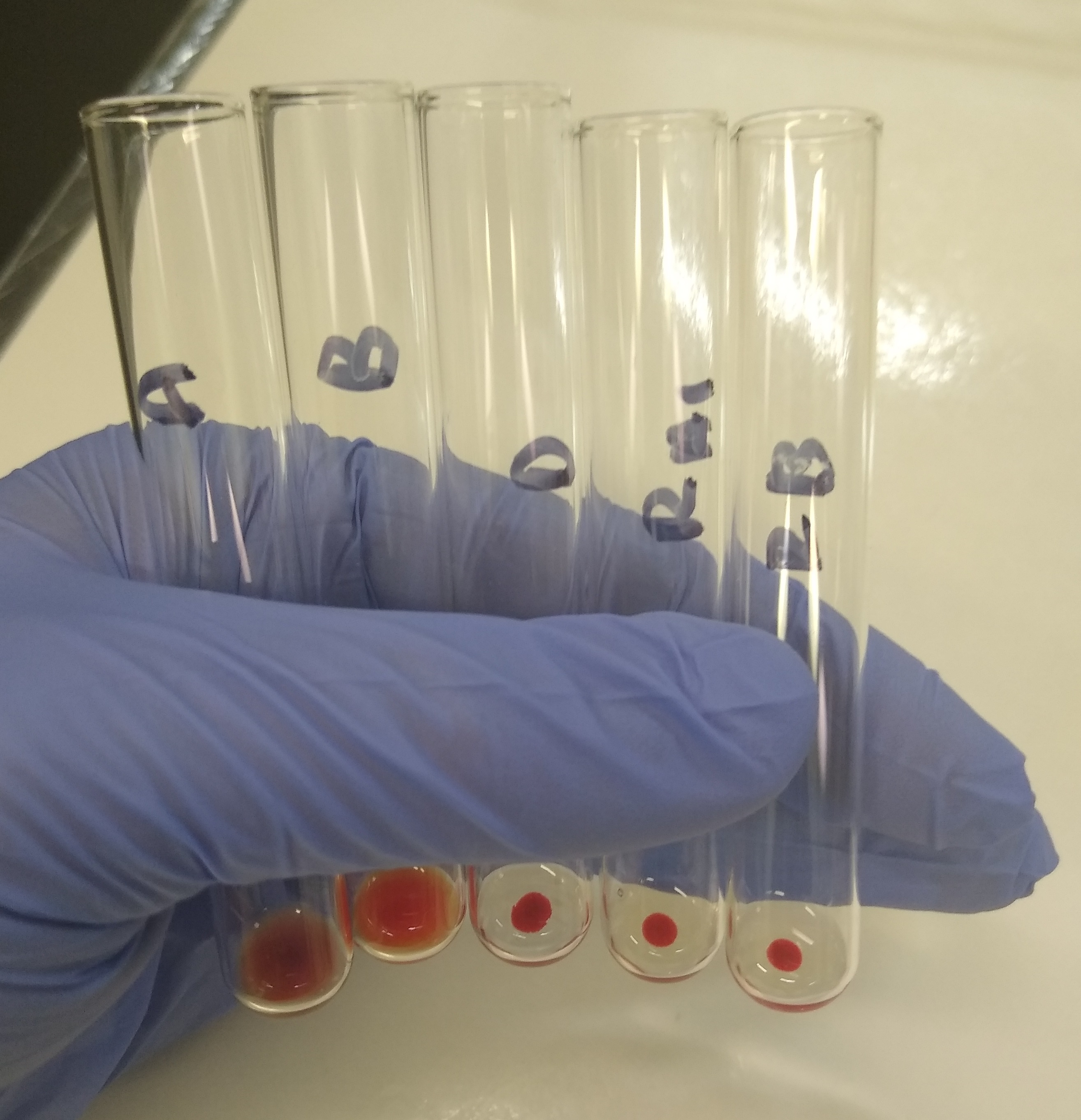
Grup sanguini O positiu: els glòbuls vermells del pacient estan aglutinats per antisèrics anti-D (factor anti-Rh), però no per antisèrics anti-A i anti-B. El plasma del pacient aglutina els glòbuls vermells tipus A i B.

El plasma del pacient aglutina els glòbuls vermells tipus A i B Tipografia de sang es realitza normalment mitjançant mètodes serològics. Els antígens dels glòbuls vermells d'una persona, que determinen el seu tipus de sang, s'identifiquen mitjançant reactius que contenen anticossos, anomenats antisèrics. Quan els anticossos s’uneixen a glòbuls vermells que expressen l’antigen corresponent, fan que els glòbuls vermells s’agrupen (s’aglutinen), cosa que es pot identificar visualment. Els anticossos del grup sanguini de la persona també es poden identificar afegint plasma a cèl·lules que expressen l’antigen corresponent i observant les reaccions d’aglutinació.
Altres mètodes serològics utilitzats en medicina per transfusions inclouen crossmatching i la prova d'antiglobulina directa i indirecta. La comparació creuada es realitza abans d’una transfusió de sang per garantir que la sang del donant sigui compatible. Es tracta d’afegir plasma del receptor a les cèl·lules sanguínies del donant i observar si hi ha reaccions d’aglutinació. i pot aparèixer en afeccions com anèmia hemolítica autoimmune, malaltia hemolítica del nounat i reacció transfusional. La prova antiglobulina indirecta s'utilitza per detectar anticossos que puguin causar reaccions de transfusió i identificar determinats antigens del grup.

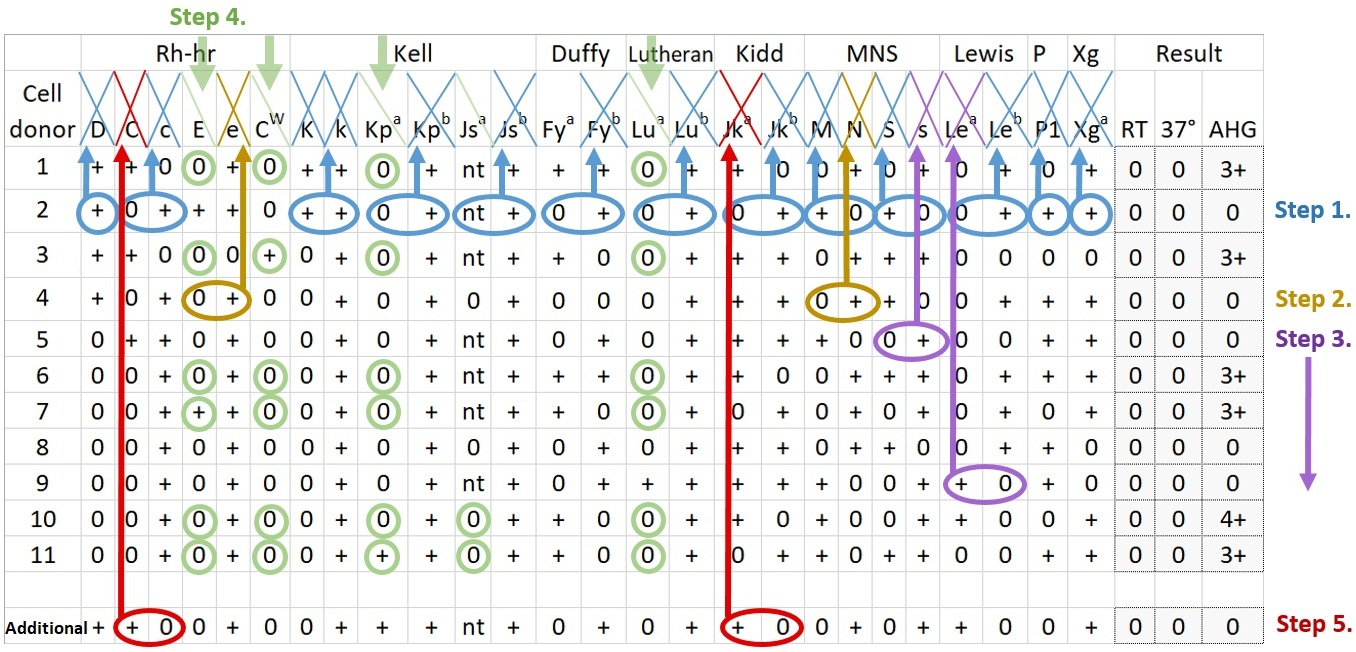
Interpretació del panell d’anticossos utilitzat en serologia per detectar anticossos dels pacients cap als sistemes de grups sanguinis humans més rellevants

### Immunologia
Les proves serològiques poden ajudar a diagnosticar trastorns autoimmunitaris mitjançant la identificació d’anticossos anormals dirigits contra els teixits d’una persona (autoanticossos). totes les persones tenen diferents gràfics d'immunologia ..

## Metodologia
El títol d'anticossos es pot detectar mitjançant:
- ELISA
- Western blot
- Assaig radioimmunològic
- Assajos de fixació de complements
- Prova d’aglutinació de làtex
- Immunofluorescència indirecta.